# Jürgen Trumpf
Jürgen Trumpf, né le 8 juillet 1931 à Düsseldorf et mort le 13 mai 2023 à Bonn, est un diplomate, homme politique et philologue allemand.

## Biographie
Jürgen Trumpf est le fils du professeur Ernst Trumpf et de son épouse Ottilie Köhler. Il va à l'école primaire et à l'école secondaire à Düsseldorf (jusqu'à 1945) et poursuit ses études au lycée linguistique de Elberfeld ; en 1950 il va trois mois au Royal High School à Édimbourg.
Lors de l'été, il commence des études de philologie classique et des langues sémitiques à l'université de Cologne, où il a, parmi ses professeurs, Günther Jachmann, Josef Kroll et Andreas Rumpf. Les semestres suivant il va à l'université d'Innsbruck et revient, ensuite, à Cologne. Lors de l'année scolaire 1954/1955, il fait des études à l'université d'Athènes grâce à une bourse d'études du gouvernement grec. Après son retour, il est reçu docteur en novembre 1956 avec sa thèse Études du lyrisme grec et est engagé à l'Institut archéologique allemand comme assistant pour des fouilles au Kerameikos à Athènes qui ont lieu sous la direction de Dieter Ohly.
Par la suite, il entame une carrière diplomatique. En avril 1958, il entre dans le service de préparation au service extérieur. En 1959 il sert comme attaché au Caire pour sa première mission diplomatique. De 1962 à 1967 il est conseiller de légation à l'ambassade allemand à Londres, puis, consul allemand à Rotterdam. En 1970 le Ministère des affaires étrangères l'attribue au rapport 410 « Communautés européennes » dont il reprend la direction en 1975. De 1979 à 1984 Trumpf est délégué à la représentation permanente au siège des Communautés européennes à Bruxelles. Ensuite, il revient au Ministère des affaires étrangères. Il dirige la subdivision ministérielle 40 « politiques de développement ». Un an plus tard, il reprend la direction de la subdivision 41 « Communautés européennes ».
Du 1er septembre 1994 au 17 octobre 1999, il est le secrétaire général du Conseil de l'Union européenne. Quand le traité d'Amsterdam entre en vigueur, il devient officiellement le premier Haut Représentant pour la politique étrangère et de sécurité commune du Conseil de l'Union européenne mais il doit se retirer un mois plus tard. Il est remplacé par Javier Solana qui est désigné comme son successeur aux deux postes par le Conseil européen de Cologne de 1999.